# Backstreet Boys (álbum de 1997)
Backstreet Boys é a reedição do álbum de mesmo nome de 1996 do grupo masculino estadunidense Backstreet Boys, lançada nos Estados Unidos em 12 de agosto de 1997 através da Jive Records. Seu lançamento inicial contém seis faixas de seu álbum de estreia, Backstreet Boys (1996), e cinco faixas do seu segundo álbum de estúdio, Backstreet's Back (1997). Lançado um dia após Backstreet's Back, ambos os álbuns compartilham quase a mesma capa, mas com títulos diferentes. O álbum serviu como a estreia do grupo nos Estados Unidos, onde seus álbuns anteriores não foram lançados.
O álbum tornou-se um de seus mais bem sucedidos e foi aclamado pelos críticos musicais. Alcançou a quarta posição da Billboard 200 e recebeu o certificado de 14× platina da Recording Industry Association of America (RIAA), pelas mais de 14 milhões de cópias vendidas no país. Em 2003, foi registrado como o álbum com o segundo maior número de vendas dos últimos quatorze anos pelo Music Club, vendendo 1.72 milhão de unidades.

## Antecedentes
Backstreet Boys lançou seu single de estreia, "We've Got It Goin' On", em setembro de 1995. Enquanto o single foi bem sucedido na Europa, não obteve bom desempenho comercial nos Estados Unidos, alcançando a 69ª posição. Como resultado, o álbum de estreia do grupo não foi lançado no país. Ao longo de 1996, mais três singles foram lançados internacionalmente: "I'll Never Break Your Heart", "Get Down (You're the One for Me)" e "Quit Playing Games (With My Heart)". A gravadora Jive Records planejou relançar o grupo nos Estados Unidos em 1997 com a nova canção "If You Want It to Be Good Girl (Get Yourself a Bad Boy)". O grupo, em vez disso, pressionou por lançar  "Quit Playing Games (With My Heart)" nos Estados Unidos. A gravadora cedeu e, após seu lançamento como single nos Estados Unidos em abril de 1997, a música atingiu a segunda posição. A essa altura, o grupo já havia gravado material para seu segundo álbum de estúdio, Backstreet's Back, que foi lançado internacionalmente em 11 de agosto de 1997. Para servir como álbum de estreia nos Estados Unidos, a Jive decidiu relançar o álbum de estreia do grupo de 1996 com faixas adicionais de Backstreet's Back.
A prensagem original de 1997 do álbum contém 11 faixas—seis de Backstreet Boys (1996) e cinco de Backstreet's Back. Essa versão não incluía "Everybody (Backstreet's Back)", presente em Backstreet's Back. O álbum foi relançado em 1998 para incluir em sua lista de faixas as versões lançadas como single de "Quit Playing Games (With My Heart)" e "As Long as You Love Me", bem como uma versão estendida de "Everybody (Backstreet's Back)". Para a versão single de "Quit Playing Games", o segundo verso foi regravado para acrescentar Nick Carter, substituindo o verso de Brian Littrell da versão original. A versão single de "As Long as You Love Me" usa instrumentação, arranjo e mixagem diferentes.

## Divulgação
Para promover o álbum, o grupo apareceu no Live with Regis and Kathie Lee, Saturday Night Live, MTV, The Ricki Lake Show, The Rosie O'Donnell Show, Soul Train e All That. O grupo também apareceu em Sabrina the Teenage Witch, e um remix de "Hey, Mr. DJ (Keep Playin' This Song)" foi incluído na trilha sonora do programa.

## Recepção
O álbum recebeu críticas geralmente positivas. Steve Jones do USA Today avaliou-o com três estrelas de quatro, comentando que os Backstreet Boys "estão confiantes o suficiente em suas vozes para não deixá-los se perder em ondas de harmonias". AllMusic avaliou o álbum com quatro de cinco estrelas, com Stephen Thomas Erlewine chamando-o de "completamente agradável" e o grupo "tão dependente de sua personalidade quanto de seu talento". Billboard elogiou os diferentes estilos apresentados no álbum, considerando "Quit Playing Games" e os singles principais como "letalmente cativantes" e o cover de "Set Adrift on Memory Bliss" para mostrar "inclinações musicais mais sofisticadas". Em 2005, Bill Lamb do About.com descreveu o álbum como "uma mistura envolvente de música dançante animada e baladas doces".

## Desempenho comercial
Backstreet Boys estreou na 29ª posição da Billboard 200 na semana de 30 de agosto de 1997, com 40.000 cópias vendidas. Em 31 de janeiro de 1998, alcançou seu pico na quarta posição do gráfico; a esse altura, o álbum já havia vendido dois milhões de cópias nos Estados Unidos. De acordo com a Nielsen SoundScan, foi o 52º álbum mais vendido de 1997 nos Estados Unidos, com 1.300.000 cópias comercializadas, e o terceiro álbum mais vendido de 1998, com 5.700.000 unidades vendidas. O álbum recebeu o certificado de 14× platina da Recording Industry Association of America (RIAA) em 5 de abril de 2001, pelas mais de 14 milhões de cópias vendidas no país.
Em março de 2015, o álbum já havia vendido 11.687.000 cópias nos Estados Unidos, de acordo com a Nielsen Music. Vendeu um adicional de 1.72 milhão de unidades através do BMG Music Club até fevereiro de 2023.

## Lista de faixas
| Backstreet Boys – Edição padrão |                                                             |                                                                                                |                        |         |  |
| N.º                             | Título                                                      | Compositor(es)                                                                                 | Produtor(es)           | Duração |  |
| 1.                              | "We've Got It Goin' On"                                     | Denniz Pop Max Martin Herbert Crichlow                                                         | Pop Martin             | 3:40    |  |
| 2.                              | "Quit Playing Games (With My Heart)"                        | Martin Crichlow                                                                                | Martin Kristian Lundin | 3:55    |  |
| 3.                              | "As Long as You Love Me"                                    | Martin                                                                                         | Martin Lundin          | 3:33    |  |
| 4.                              | "All I Have to Give"                                        | Brian George Hugh Junior Clark Paul Anthony George Lucien George Jr. Curt Bedeau Gerry Charles | Full Force             | 4:34    |  |
| 5.                              | "Anywhere for You"                                          | Gary Baker Wayne Perry                                                                         | Veit Renn              | 4:42    |  |
| 6.                              | "Hey Mr. DJ (Keep Playin' This Song)"                       | Timmy Allen Larry Campbell Jolyon Skinner                                                      | Allen Campbell         | 4:26    |  |
| 7.                              | "I'll Never Break Your Heart"                               | Eugene Wilde Albert Manno                                                                      | Allen Renn             | 4:47    |  |
| 8.                              | "Darlin'"                                                   | Allen Nneka Morton                                                                             | Allen                  | 5:31    |  |
| 9.                              | "Get Down (You're the One for Me)" (com part. de Smooth T.) | Bülent Aris Toni Cottura                                                                       | Aris Cottura           | 3:53    |  |
| 10.                             | "Set Adrift on Memory Bliss"                                | Attrell Cordes Gary Kemp                                                                       | P.M. Dawn Campbell     | 3:30    |  |
| 11.                             | "If You Want It To Be Good Girl (Get Yourself a Bad Boy)"   | Robert John "Mutt" Lange                                                                       | Lange                  | 4:49    |  |
| Duração total:                  | Duração total:                                              | Duração total:                                                                                 | Duração total:         | 52:10   |  |

| Backstreet Boys – Relançamento de 1998 |                                                           |                                                     |                    |         |  |
| N.º                                    | Título                                                    | Compositor(es)                                      | Produtor(es)       | Duração |  |
| 1.                                     | "We've Got It Goin' On"                                   | Pop Martin Crichlow                                 | Pop Martin         | 3:40    |  |
| 2.                                     | "Quit Playing Games (With My Heart)" (versão single)      | Martin Crichlow                                     | Martin Lundin      | 3:55    |  |
| 3.                                     | "As Long as You Love Me" (versão single)                  | Martin                                              | Martin Lundin      | 3:33    |  |
| 4.                                     | "Everybody (Backstreet's Back)" (versão estendida)        | Pop Martin                                          | Pop Martin         | 4:48    |  |
| 5.                                     | "All I Have to Give"                                      | B. George Clark A. George George Jr. Bedeau Charles | Full Force         | 4:34    |  |
| 6.                                     | "Anywhere for You"                                        | Baker Perry                                         | Renn               | 4:42    |  |
| 7.                                     | "Hey Mr. DJ (Keep Playin' This Song)"                     | Allen Campbell Skinner                              | Allen Campbell     | 4:26    |  |
| 8.                                     | "I'll Never Break Your Heart"                             | Wilde Manno                                         | Allen Renn         | 4:47    |  |
| 9.                                     | "Darlin'" (com part. de Smooth T.)                        | Allen Morton                                        | Allen              | 5:31    |  |
| 10.                                    | "Get Down (You're the One for Me)"                        | Aris Cottura                                        | Aris Cottura       | 3:53    |  |
| 11.                                    | "Set Adrift on Memory Bliss"                              | Cordes Kemp                                         | P.M. Dawn Campbell | 3:30    |  |
| 12.                                    | "If You Want It To Be Good Girl (Get Yourself a Bad Boy)" | Lange                                               | Lange              | 4:49    |  |

## Tabelas
| Tabela musical (1997–1998)     | Melhor posição |
| ------------------------------ | -------------- |
| Estados Unidos (Billboard 200) | 4              |

| Tabela musical (1997) | Posição |
| --------------------- | ------- |
| US Billboard 200      | 141     |
| Tabela musical (1998) | Posição |
| US Billboard 200      | 4       |
| Tabela musical (2000) | Posição |
| US Billboard 200      | 160     |

| Tabela musical (1990-1999) | Posição |
| -------------------------- | ------- |
| US Billboard 200           | 10      |

| Chart            | Position |
| ---------------- | -------- |
| US Billboard 200 | 42       |

## Certificações e vendas
| Região                                                                                             | Certificação | Vendas      |
| -------------------------------------------------------------------------------------------------- | ------------ | ----------- |
| Estados Unidos (RIAA)                                                                              | 14× Platina  | 14,000,000^ |
| *números de vendas baseados somente na certificação ^distribuições baseadas apenas na certificação |              |             |